# Collegio degli Augustali

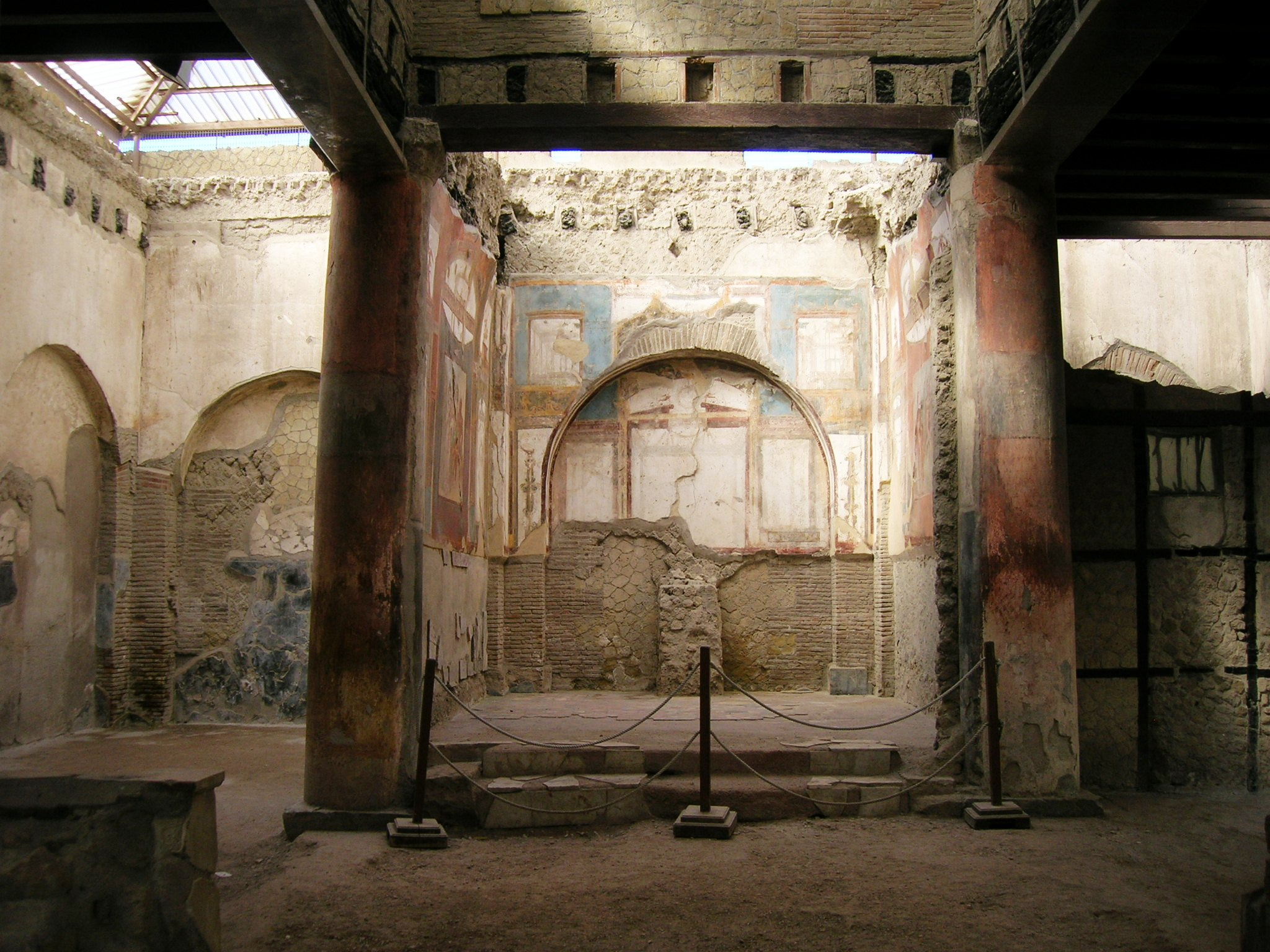
Il Collegio degli Augustali

Il Collegio degli Augustali è un edificio religioso di epoca romana, sepolto durante l'eruzione del Vesuvio del 79 è ritrovato a seguito degli scavi archeologici dell'antica Ercolano: al suo interno, probabilmente, si riuniva il collegio sacerdotale dei Sodales Augustales.

## Storia

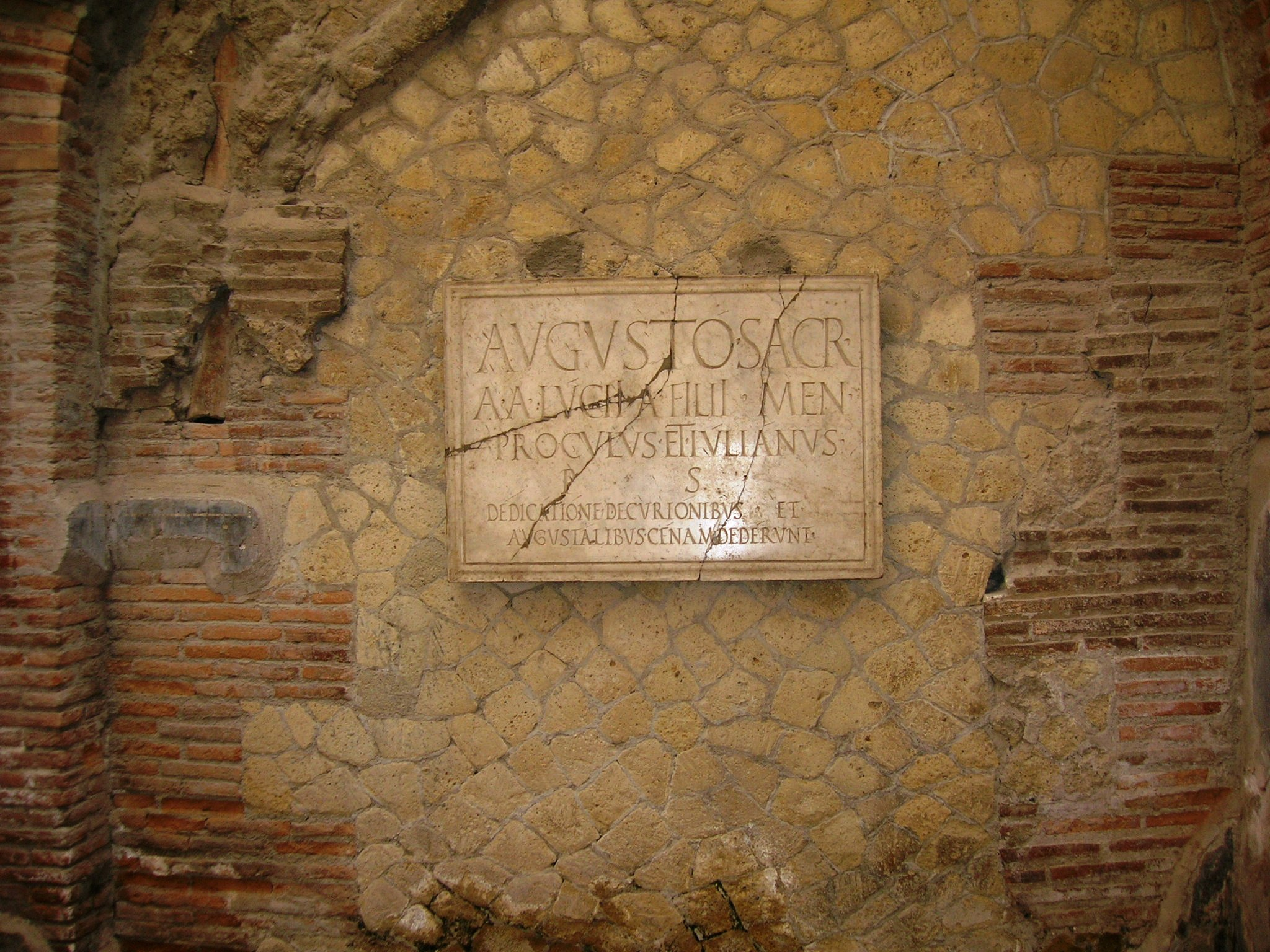
L'epigrafe

Il Collegio degli Augustali fu costruito alla fine del I secolo a.C., probabilmente intorno al 14 a.C., nel periodo augusteo, durante la sistemazione dell'intera area: l'edificio fu voluto e finanziato dai due fratelli A. Lucius Proculus e A. Lucius Iulianus, i quali offrirono, nel giorno dell'inaugurazione, anche un banchetto sia agli Augustali che ai decurioni, come si legge in un'epigrafe ritrovata il 25 novembre 1960, a circa due metri dal pavimento ed oggi posta su una parete laterale del Collegio, che riporta la scritta:
È quindi ipotizzabile che la struttura venisse utilizzata come sede delle riunioni degli Augustali, testimoniato anche da alcuni frammenti posti su di una parete, sui quali erano incisi i nomi degli appartenenti alla categoria: tuttavia però, questi erano in numero elevato, considerando che Pozzuoli, molto più grande di Ercolano, ne aveva di meno e quindi potrebbe trattarsi di una semplice lista di cittadini liberi. Il Collegio venne restaurato a seguito del terremoto di Pompei del 62, tra la fine dell'epoca neroniana e l'inizio di quella flavia: fu in tale periodo che venne aggiunto il sacello, decorate le colonne e costruito un ambiente di servizio. Sepolto sotto una coltre di fango a seguito delle colate piroclastiche provocate dall'eruzione del Vesuvio del 79, poi solidificatosi in tufo, venne ritrovato il 18 maggio 1740 durante le indagini, tramite cunicoli, di Roque Joaquín de Alcubierre: le esplorazioni durarono pochi giorni, fino al 21 maggio, riportando alla luce diverse statue; si tracciarono inoltre le prime mappe dell'edificio, edita la prima nel 1743 ed una seconda nel 1754. Una seconda fase di scavo, questa volta a cielo aperto, si ebbe a partire dal 2 novembre 1960, ad opera di Amedeo Maiuri, il quale, nel primo mese di lavoro, riportò alla luce il solaio e la navata centrale; in seguito, dal 16 ottobre al 14 novembre 1961, venne completato l'indagine del resto dell'edificio; tra gli anni novanta e l'inizio del nuovo millennio furono svolti piccoli interventi di restauro e manutenzione.

## Descrizione

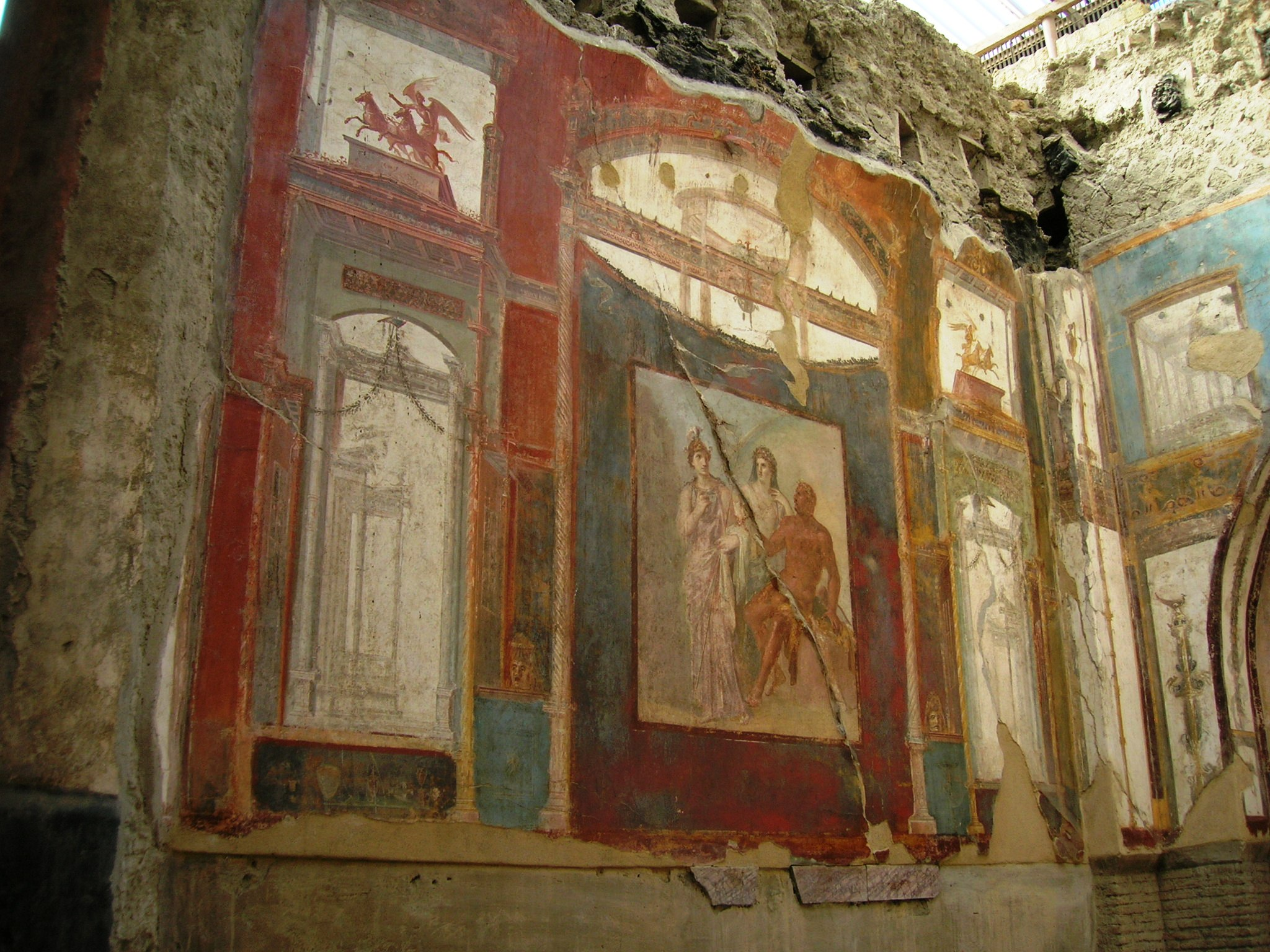
L'affresco di Ercole tra Giunone e Minerva

La parte esterna del Collegio degli Augustali era originariamente rivestita in gesso e poi intonacata in bianco, di cui si notano ancora diverse tracce; l'accesso è consentito tramite due ingressi: quello principale è posto sul decumano massimo ed è preceduto da un breve corridoio e presenta ancora lo stipite in legno carbonizzato, mentre quello secondario si trova lungo il III cardine ed è caratterizzato da una soglia realizzata in blocchi di piperno; in una colonna nei pressi dell'ingresso principale inoltre venne anche ritrovato un graffito nel quale erano menzionate tre persone. L'interno è a pianta quadrata e formato da un unico ambiente diviso in tre navate tramite quattro colonne in stile tuscanico, disposte al centro, che hanno anche la funzione di sostenere il lucernaio: quest'ultimo, crollato a seguito dell'eruzione, era circondato da un basso muretto dal quale partivano quattro colonnine su cui poggiava un tetto a falde con ai lati quattro grosse aperture per consentire una buona illuminazione; le quattro colonne sono scanalate, presentano un plinto in piperno ed il capitello, fatto dello stesso materiale, è decorato, soprattutto nelle due di fondo, con ovali e foglie, affrescate in azzurro e rosso oltre ad una cornice modanata in stucco bianco. Le pareti perimetrali interne sono caratterizzate da lesene che vanno poi a chiudersi, formando degli archi ciechi, realizzati con mattoni in laterizio, mentre il solaio è in opus spicatum, con mattoni e travi di legno, alcune delle quali ancora visibili allo stato carbonizzato: esternamente il solaio presenta una pavimentazione in cocciopesto ed era probabilmente raggiungibile tramite una scala lignea.

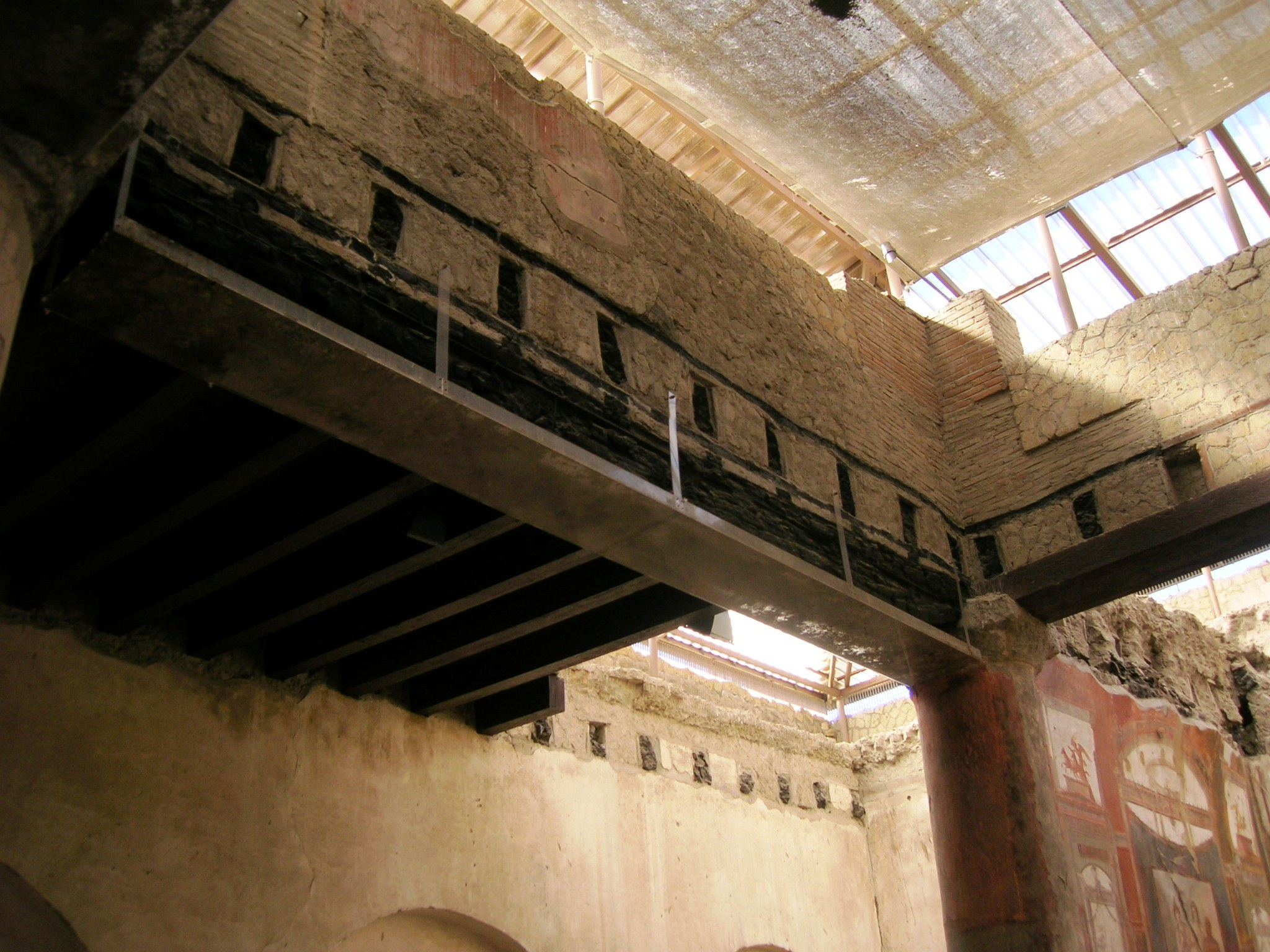
Le travi in legno carbonizzate

Nella navata centrale, protetto da due muri in opus reticulatum che collegano la parete di fondo con le due colonne posteriori, si apre il sacello, a cui si accede tramite due gradini in marmo, con decorazioni alle pareti in quarto stile: l'affresco posto sulla parete centrale è inquadrato tra due colonne che sorreggono un architrave ed un timpano arcuato, ornato da drappi dorati, ghirlande di frutti e disegni geometrici; le pareti laterali invece sono affrescate nella zoccolatura con maschere tragiche e quadretti miniaturistici, nella parte alta con riproduzioni di finestre, all'interno delle quali si osservano bighe guidate da Vittorie alate e nella zona centrale del pannello contornati da elementi architettonici, sono due quadretti: quello sul lato destro raffigura Ercole che lotta contro Acheloo, artefice del rapimento dell'amata Deianira, mentre quello sul lato sinistra è l'apoteosi di Ercole, con Minerva e Giunone e sullo sfondo un arcobaleno, probabile rappresentazione di Giove. La pavimentazione del sacello è in opus sectile, con diversi tipi di marmo come il rosso antico, africano, cipollino, portasanta e pavonazzetto, disposto a forme geometriche, mentre la fascia di contorno è in bardiglio e la zoccolatura in marmo africano e cipollino con cornice liscia; sul fondo è infine presente una sorta di semicolonna sulla quale era poggiata una statua, o molto più verosimilmente un busto, raffigurante Augusto, come testimoniato dall'affresco di una corona.
Il resto della struttura presenta pareti intonacate in rosso nella zoccolatura e in bianco nella parte superiore, oltre ad una pavimentazione in cocciopesto che è andata a ricoprire quella originale: durante le esplorazioni borboniche infatti, a seguito della creazione di un cunicolo, venne messa in luce parte della pavimentazione sottostante, sempre in cocciopesto, coperta con circa venti centimetri di terra, tufo e resti di coccio. Nella navata di destra, grazie alla costruzione di un muro in opus craticium, è stato ottenuto un ambiente di servizio, dove risiedeva il custode: di questo fu ritrovato il corpo carbonizzato, intrappolato sul letto a seguito della caduta di calcinacci. All'interno del Collegio degli Augustali sono state rinvenute numerose statue tra cui quella di Tito, di Augusto e di Claudio, quest'ultimo raffigurato con le sembianze di Giove con in mano un fulmine, e altre raffiguranti personaggi della famiglia di Marco Nonio Balbo, come la madre, il padre e la moglie: tale tipo di sculture erano utilizzate per una chiara propaganda politica; fu inoltre rinvenuto un tavolino rotondo in legno, con i piedi raffiguranti dei cani levrieri, un boccale, una conchiglia ed un fritillus. Esternamente, sul lato destro dell'ingresso principale, si trova una struttura delimitata da quattro pilastri in tufo giallo, al cui interno è presente una lastra di marmo, in parte asportata dai Borbone, sulla quale poggiano quattro piccole colonne, di cui una sola intatta, mentre il resto ricostruite: non si conosce la funzione, ma secondo alcuni studiosi potrebbe trattarsi di un triclinio, di una latrina o di un'area sacra.